# Archipelbuurt (Den Haag)

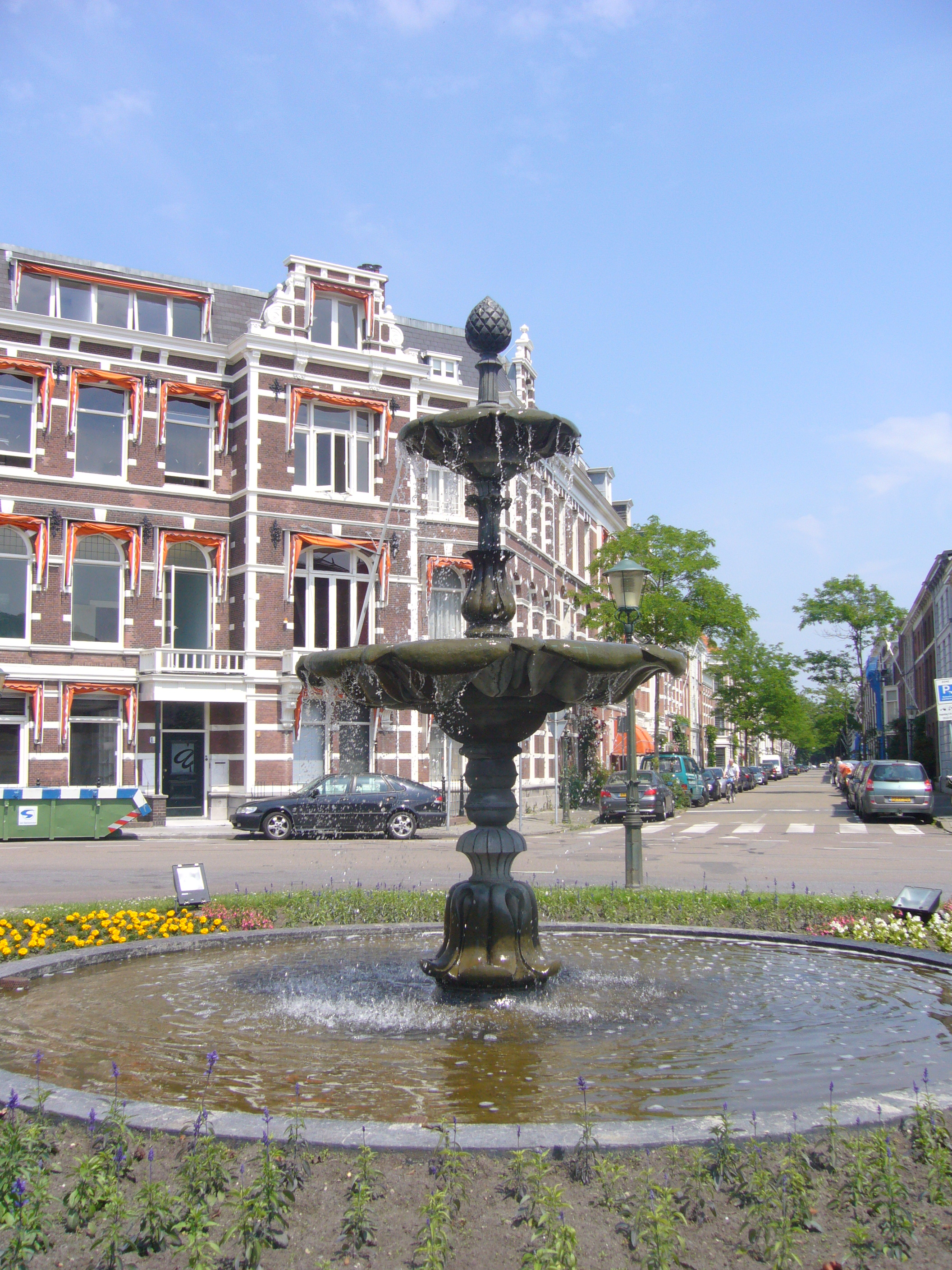
Fontein op Bankaplein

De Archipelbuurt, ook wel Indische Buurt genoemd, is een wijk in het centrum van Den Haag.
De wijk grenst aan de wijken Willemspark, Zorgvliet, Van Stolkpark en Scheveningse Bosjes, en Benoordenhout.
De Archipelbuurt is tussen 1860 en 1890 aangelegd op het voormalige landgoed Duinweide. Men vindt er veel huizen in de neorenaissance-stijl die aan het eind van de 19e eeuw zeer populair was in Nederland.

## Geschiedenis
Tot het einde van de 18e eeuw was het gebied waar nu de Archipelbuurt ligt, een duinlandschap. Er stonden wat buitenplaatsen, er werd gejaagd, er stonden molens, er graasden koeien, en er waren wat moestuinen.
In de 19e eeuw veranderde veel door de komst van de Fransen in 1795, en van het Nederlandse koningshuis in 1815. Er kwam welvaart en veel mensen trokken naar Den Haag. Hoewel het Willemspark net was bebouwd had Den Haag dringend woningen nodig. Er kwam een nieuwe kazerne, de Alexanderkazerne (1848), aan de huidige Burgemeester Patijnlaan. De soldaten moesten ergens wonen, evenals de smid, de kleermaker, de wasvrouw enzovoort. In de brede straten woonden de officieren, de smalle straten waren voor het gewone volk. Met schepen werden van de Nassaukade via de Schelpkade zand en schelpen naar de stad gebracht, waar ook veel gebouwd werd. In 1883 werd de Nassaukade overkluisd; deze werd voortaan Nassauplein genoemd.
De Archipelbuurt is met Willemspark II een van de 19 beschermde stadsgezichten van Den Haag. Zie Rijksbeschermd gezicht 's-Gravenhage - Archipelbuurt.

## Klokhuis
Op de Celebesstraat 4 staat het Klokhuis, een wijk- en dienstencentrum dat daar op 8 november 1974 door wethouder Happel geopend werd. Het is gevestigd in twee samengevoegde gebouwen die voorheen door een klokkenfabriek gebruikt werden. Klokkenmakerij Sens importeerde sinds 1935 uurwerken uit Duitsland en maakte daarvoor omhulsels en kasten, wijzers en wijzerplaten.
In het Klokhuis zetelt de Bewonersorganisatie Archipel & Willemspark die contacten onderhoudt met de wijkgenoten en met de gemeente, waarbij het vaak gaat om bouwvergunningen en verkeersproblemen. Voor de wijkbewoners wordt in het Klokhuis veel georganiseerd: gymnastiek op maandag, er wordt computerles gegeven en er is een bibliotheek op de vrijdag. Er wordt getekend op dinsdag en Yogales gegeven op woensdag en vrijdag. Ook zijn er op woensdag en zaterdag activiteiten voor kinderen. Er zijn regelmatig lezingen. Eén keer per week komt een medewerker van HMC Bronovo langs voor bloedafname.

## Bekende straten
Parallel aan de kust lopen de Javastraat, de Laan Copes van Cattenburch en de Riouwstraat. Haaks daarop de Scheveningseweg, de Surinamestraat, het Nassauplein en de Bankastraat.
- De Javastraat heette tot 1861 de Laan van Schuddegeest en werd rond 1885 verbreed en verhard. Tegenwoordig heeft hij een breed en een smal gedeelte. Aan het brede stuk ligt het oude stadhuis, enkele ambassades en kantoren en nog enkele particuliere huizen. Het smalle deel heeft veel restaurants. De Javastraat is de scheidingslijn tussen Willemspark en Archipelbuurt. Eind jaren vijftig reed een dronken automobilist tijdens het spitsuur een groot aantal fietsers in het nauwe gedeelte van de Javastraat dood. Sindsdien heeft de straat eenrichtingsverkeer.[bron?]
- De Riouwstraat doorsnijdt de hele Archipelbuurt. Halverwege, op het Bankaplein, staat een fontein. Om dit plein staan een paar schitterende villa’s.
- De Scheveningseweg, die naar een ontwerp van Constantijn Huygens in 1665 werd aangelegd, vormt de zuidwestelijke grens van de Archipelbuurt.
- Het Nassauplein en het Burgemeester de Monchyplein (2004) liggen haaks op elkaar en vormen een boeiend contrast tussen oud en nieuw.
- De Surinamestraat dateert uit 1881 en wordt wel de mooiste straat van Den Haag genoemd. Louis Couperus woonde hier met zijn ouders, in de periode dat hij zijn roman 'Eline Vere' schreef. Hij liet de hoofdpersoon aan het Burgemeester de Monchyplein wonen. Aan het begin van het plein staat nu zijn borstbeeld, gemaakt door Lambertus Sondaar (1904-1984) ter gelegenheid van Couperus' honderdste verjaardag in 1963.
- De Bankastraat wordt door het Bankaplein in twee delen gesplitst. De 'lage' Bankastraat dateert uit 1873 en loopt van het Bankaplein naar de Laan Copes, de 'hoge' Bankastraat loopt van het Bankaplein omhoog naar de Scheveningse Bosjes. Hier staat, midden tussen de 19e-eeuwse huizen, het in 2007 gerenoveerde kantoorpand Hoge Banka, dat genomineerd is voor de Nieuwe Stad Prijs 2007. Het pand detoneerde als kantoorpand volledig in deze 19e-eeuwse straat; nu zijn er weer woningen in het pand.

De rest van de wijk bestaat uit kleinere straten, vaak met eenrichtingverkeer, waardoor het een rustige woonwijk is. De straten aan de Scheveningse kant van de Javastraat hebben namen uit de Indische Archipel, enkele straten zijn vernoemd naar Suriname of de Nederlandse Antillen. Verder is een aantal straten rondom het afgebroken stadhuis vernoemd naar burgemeesters, zoals de Laan Copes van Cattenburch, en de Burgemeester Patijnlaan, waar het hoofdbureau is van de Politie Haaglanden.

## Bekende pleinen

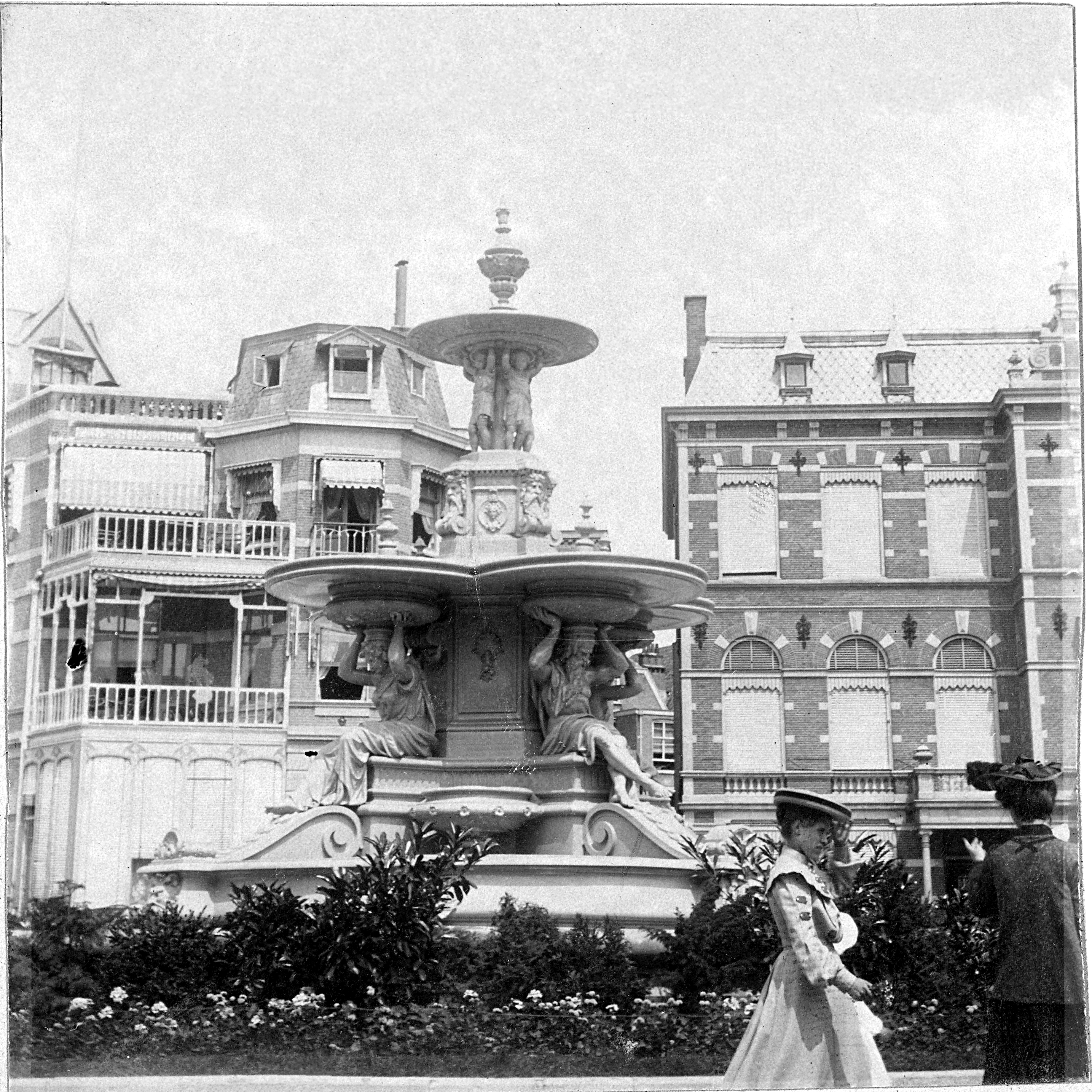
Bankaplein in ± 1900-1925

- Het Nassauplein is het bekendste plein van de Archipelbuurt, en heeft voornamelijk huizen uit de 19e eeuw.
- Het Burgemeester De Monchyplein ligt haaks daarop, en werd geopend op 12 juni 2004.
- Het Bankaplein dateert uit 1883 en staat op de kruising van de Bankastraat en de Riouwstraat. In het midden staat een fontein.

## Hofjes
In de Archipelbuurt bevinden zich veel hofjes. Het oudste hofje is de Mallemolen uit het einde van de 18e eeuw (Napoleontische tijd) en werd destijds door soldaten bewoond. Toen het werd gebouwd lag het nog midden in een duinlandschap, want de stad lag destijds nog grotendeels binnen de singels. Het hofje dankt zijn naam aan de molen, die kort na de bouw drie wieken verloor. Later woonden hier bekende Nederlanders, zoals Godfried Bomans en Paul van Vliet.
Het hofje Schuddegeest (1886) is genoemd naar de geestgrond waarop de huisjes staan. Het ligt aan de Laan van Schuddegeest, later Javastraat genoemd.
In 1881 werd het Paramaribohofje gebouwd, naar ontwerp van architect H. Wesstra in neorenaissance stijl. In 1937 zijn de hofjes gerestaureerd. In 1874 bouwden J. Jäger en S. van der Kamp het Alexanderhof voor de lagere officieren van de Alexanderkazerne.
Andere hofjes zijn het Malakkahofje, een naamloos hofje in de Sumatrastraat (1869) en een ander naamloos hofje aan het eind van de Delistraat bij de Koninginnegracht. In dit laatste hofje was lange tijd de bekende Volkswagen-garage Wittebrug gevestigd, vernoemd naar de nabijgelegen Wittebrug. De garage gebruikte de Delistraat voor remproeven.

### Namen van de hofjes
| Aan de Sumatrastraat: - Hofje van Elf - Hofje van Kortekaas, nrs 179-183, getoogde poort, vroeger links smederij - Hofje van Vromans, tegenover Balistraat - Nieuwe Hof, voorheen Soerabajahof - Sumatrahofje - Wittepoort, vlak bij de Koninginnegracht | Elders - Alexanderhof (Bankahofje) - Delihofje - Duinweide - Mallemolen - Schuddegeest - Sierkanhofje Atjehstraat, poort is rechts van de school - Smidswijk, Koninginnegracht bij nrs 119-134. - Lammershofje , Schelpenstraat - Malakkahofje , Malakkastraat - Javalaantje , Javastraat - Paramatibohofje , Paramaribostraat |

## Bijzondere gebouwen

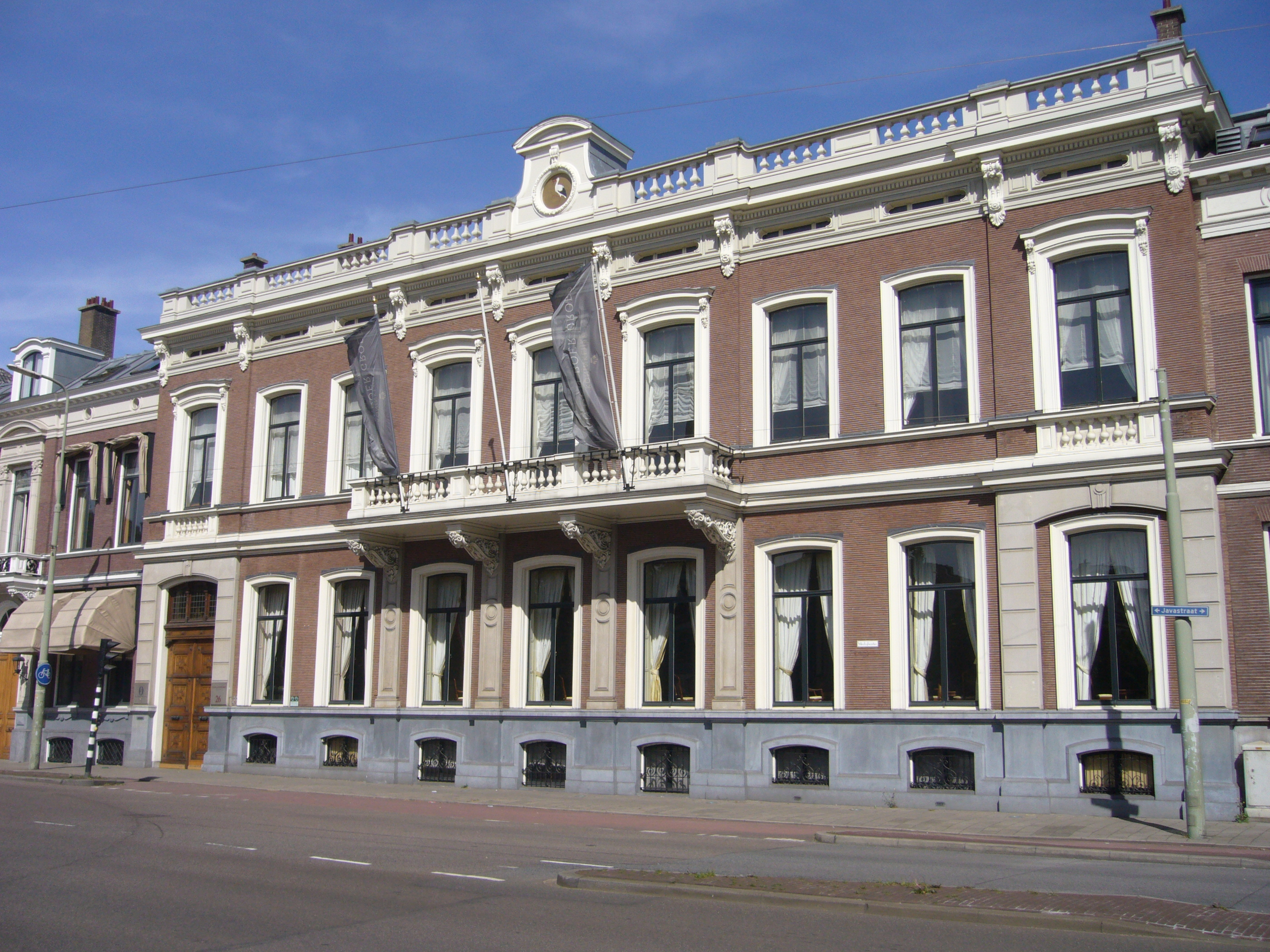
Voormalig stadhuis

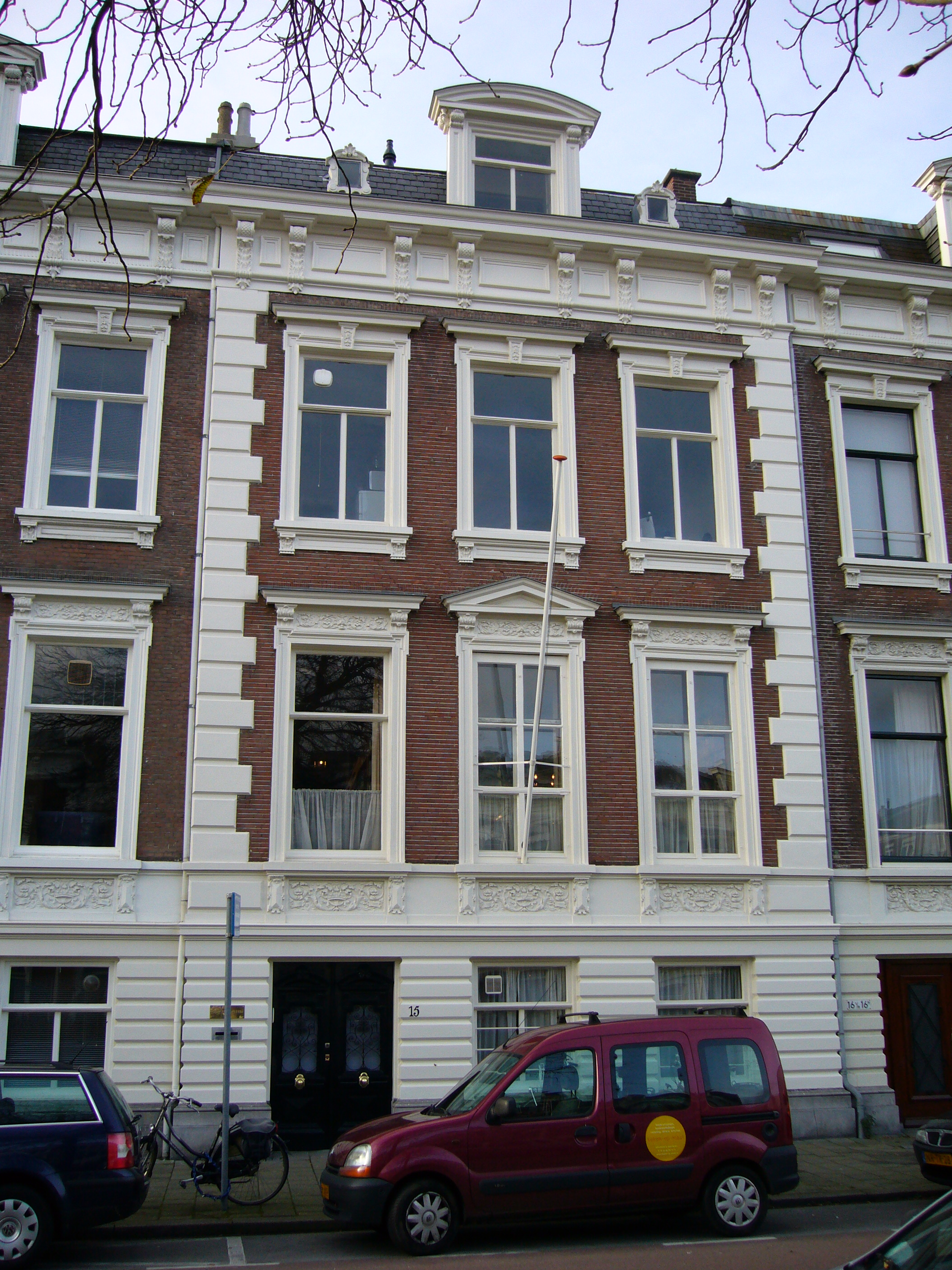
Damesleesmuseum

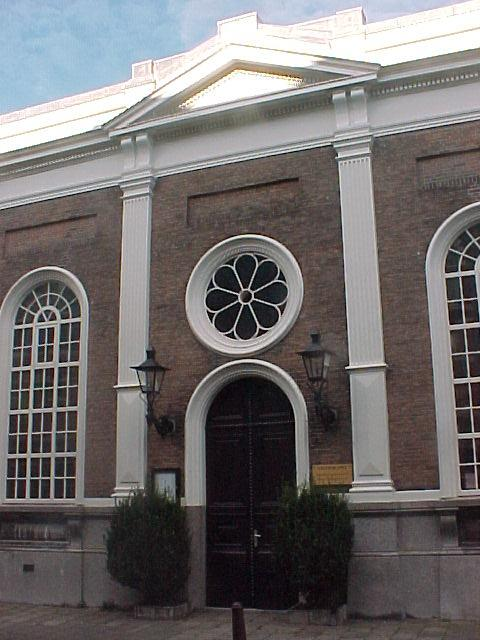
Vredeskapel

- Louis Couperus woonde op Nassauplein 4 en Surinamestraat 20. In 2007 werd actie gevoerd om dit laatste huis te kopen en er het Louis Couperus Museum, dat in de Javastraat is, daar te vestigen. Het huis is gebouwd door de vader van de schrijver. Couperus schreef daar 'Eline Vere'
- Op Nassauplein 15 bevindt zich het Damesleesmuseum.
- Het voormalige stadhuis, Javastraat 26; in 1862 liet J.W. Arnold, net als miljonair uit Indië teruggekeerd, een huis bouwen aan de Laan van Schuddegeest (nu Javastraat). Het huis lag in een landelijk gebied, met aan de voorzijde het Willemspark, en aan de achterkant het Alexanderveld waar militairen van de Alexanderkazerne regelmatig exerceerden. Achter het huis kwamen twee koetshuizen. Enkele jaren later liet Arnold aan weerszijden nog drie herenhuizen bouwen. 
Het huis bleef particulier eigendom, onder andere van mr. W.H. de Beaufort (minister van Buitenlandse Zaken van 1897 tot 1901) en van W. Graaf van Rechteren Limpurg die het huis in 1910 aan de gemeente Den Haag verkocht. Het huis diende als stadhuis, de gemeenteraad vergaderde er van 1912 tot 1972. In de raadzaal werden ook de eerste twee vrouwelijke raadsleden geïnstalleerd. Burgemeester J.A.N. Patijn zei in zijn toespraak tot de raad dat hij de benoeming van deze vrouwen "... een gebeurtenis van belang in de geschiedenis van onze gemeente" achtte (in die tijd hadden vrouwen alleen passief kiesrecht). Het gebouw is vele jaren gebruikt als trouwlocatie; onder meer zijn hier enkele koninklijke huwelijken gesloten, van koningin Juliana met prins Bernhard (1937), van prinses Margriet met Pieter van Vollenhoven (1967), en van prins Constantijn met Laurentien Brinkhorst (2001).
- Koninklijke Kunstzaal Kleykamp, Scheveningseweg 17. Aan de Burgemeester van Karnebeeklaan 6 was de Documentatiedienst gevestigd. De Documentatiedienst was onder de Duitse bezetting een voortzetting van de vooroorlogse Haagse Politie Inlichtingendienst die het communisme moest bestrijden. Vanuit het gebouw van de Documentatiedienst werd het verzet tegen de Duitse bezetter bestreden en ondergedoken joden opgespoord. Van hieruit zijn vele duizenden Hagenaars, waaronder 17000 joden en meer dan tweehonderd communisten, door de Haagse politie de dood in gejaagd. Aan de achterkant grensde het gebouw van de Documentatiedienst aan het huis van Pieter en Ermina Kleykamp aan de Scheveningseweg 17, die daar een kunsthandel hadden. Tijdens de oorlog waren de zogenaamde duplicaatkaarten van alle Nederlandse persoonsbewijzen daar opgeslagen. De Kleykamp is op 11 april 1944 bij een bombardement vrijwel volledig vernield; het vernietigen van het duplicaat van de Nederlandse bevolkingsregisters is slechts ten dele gelukt. Het bombardement vond tijdens kantoortijd plaats opdat de documenten dan met de stalen kasten open zouden staan. Eenenzestig personeelsleden, in meerderheid jonge vrouwen, vonden de dood.
- De Vredeskapel staat in de Malakkastraat en dateert van 1880, 18 jaren jonger dan het stadhuis aan de Javastraat, en stond oorspronkelijk bekend onder de naam Malakkakapel. Het is gebouwd voor de militairen van de omliggende kazernes en werd door de architect des konings H.F.G.N. Camp ontworpen in de stijl van het eclecticisme, die veel in den Haag voorkomt, maar met neoclassicistische elementen. Tegen het eind van de negentiende eeuw schonk Jhr Gevaerts van Simonshaven de kapel aan de Nederlandse Hervormde gemeente in Den Haag. In 1919 werd er een orgel geplaatst, gebouwd door de fa. A.S.J. Dekker uit Goes.
- De manege ligt op het terrein van Duinweide tussen de Riouwstraat en Begraafplaats Sint Petrus Banden. Er zijn drie toegangen. De manege werd in 1957 geopend. Grootvader Hazendonk begon met stallen voor paarden van particulieren. Er kwam eerst een binnenbak en in 1967 ook een buitenbak, vlak bij het pad naar de Kerkhoflaan. Na vijftig jaar heeft de manege 15 eigen paarden. In de buitenstallen staan 24 paarden van particulieren.

Op diverse plaatsen in de wijk komt men huizen tegen met muren zonder ramen, maar wel een raamvormig metselwerk. Dit heeft te maken met een belasting op ramen die in de 19e eeuw van toepassing was, zodat men minder ramen wenste te hebben. Het raamvormige metselwerk duidt niet op dichtgemetselde ramen; soms loopt zelfs de schoorsteen er achter.

## Begraafplaatsen
Tussen Den Haag en Scheveningen liggen op de zandgronden enkele begraafplaatsen:
- de Algemene Begraafplaats (1830) aan de Kerkhoflaan. Hier is Anton Mussert na zijn executie begraven.[bron?] In 1956 is er een poging gedaan zijn stoffelijke resten te ontvreemden.
- de R.K. Begraafplaats Sint Petrus Banden (1831), ook aan de Kerkhoflaan. Hier liggen onder andere Jan Toorop, Dimitri Frenkel Frank, Jo Cals, Robert Long en Guusje Nederhorst.[bron?]
- De Joodse begraafplaats aan de Scheveningseweg; deze is de oudste maar hij wordt bijna niet meer gebruikt. Hier ligt onder andere begraven Jacques Levi Lassen (1884-1962).[bron?]

## De Tweede Wereldoorlog
- In 1939, nadat het Nederlandse leger was gemobiliseerd, bouwde de familie Rinkhuizen op de hoek van de Malakkastraat en de Timorstraat een schuilplaats in hun tuin. Later werd het een bunker genoemd. Hij staat er nog steeds, maar ziet eruit als een tuinhuisje.
- Op 7 september 1940 marcheerde de WA door Den Haag. Tegenstanders van de NSB gaven uiting van hun gevoelens, waarbij WA-ers gewelddadigheden uitlokken. In de Balistraat liepen de ongeregeldheden uit de hand, zodat de politie ingreep. Door het provocatief optreden van de WA voelde de politie zich genoodzaakt waarschuwingsschoten te lossen. Daarbij werd de WA-man Peter Ton dodelijk geraakt. Bij de begrafenisstoet, die enige dagen later door Den Haag en vooral de Archipelbuurt trok, werd nagenoeg het hele politiekorps gemobiliseerd. De korpsleden moesten voor de passerende stoet in de houding staan.
- Op 25 januari 1945 stortte een V2-raket neer in de Riouwstraat, hoek Borneostraat. Er werden twee huizenblokken vernield en er vielen tien doden. In de wijde omtrek was er veel glasschade. Vanwege de schaarste aan glas werden veel ruiten gerepareerd door kleine stukken glas met lood aan elkaar te zetten. Tot ver na de oorlog waren zulke ramen met loodstroken in de buurt zichtbaar.[bron?]

## Bomaanslagen
In oktober 1989 vonden kort na elkaar drie bomaanslagen plaats in de Archipelbuurt die gericht waren tegen Spaanse belangen: op 24 oktober werd de auto van de Spaanse consul-generaal opgeblazen, gevolgd op 27 oktober door een aanslag tegen het Spaanse handelsbureau aan de Burgemeester Patijnlaan en (2 minuten later) tegen het Spaanse arbeidsbureau in de Riouwstraat. Het waren de zwaarste bomaanslagen in Nederland sinds de Tweede Wereldoorlog; in totaal vielen er 5 gewonden. Aanvankelijk werd de Baskische Afscheidingsbeweging ETA verantwoordelijk geacht, maar een Spaanse bomexpert die de Nederlandse politie te hulp was gekomen voor het sporenonderzoek miste een aantal typische ETA-kenmerken. Ook eiste ETA zijn bomaanslagen altijd op, maar deed dat bij deze aanslagen niet direct. Dat gebeurde pas twee weken later, in de Baskische krant Egin. Deze melding werd door politie serieus genomen. De aanslagen zouden een vergelding zijn geweest voor de "onverantwoordelijke Nederlandse stap om in 1979 vier Baskische separatisten uit te leveren aan Spanje".

## Openbaar vervoer

### Veerpont
Tussen de Riouwstraat en de Delistraat is jarenlang een veerpont voor voetgangers en fietsers geweest over de Koninginnegracht naar de Raamweg. De veerpont werd door de veerman voortgetrokken aan een ketting die over de gracht gespannen was. Als er schepen moesten passeren, werd de ketting op de bodem gelegd. Het veer werd in de jaren vijftig vooral gebruikt door schoolkinderen op weg naar een van de scholen in Waalsdorp. De veerman had een piepklein wachthuisje aan de kant van de Delistraat. In de jaren zestig werd de veerman ziek en werd het pontje door onbekenden half tot zinken gebracht. Daarna is het veer opgeheven. Er is een vaste brug gekomen, die in 2008 vernieuwd is.

### Tram- en buslijnen
In 1881 was de paardentram de eerste verbinding. Deze lijn A reed vanaf station HS naar het Bankaplein. In hetzelfde jaar ging lijn B ook vanaf station HS rijden, maar met een andere en langere route. Aanvankelijk reed die op de Laan Copes van Cattenburch. In 1887 vervangen door route door Celebesstraat en Atjehstraat. Het eindpunt was bij de Koninginnegracht. Lijn A werd in 1905 de elektrische lijn 1, lijn B werd in 1905 de elektrische lijn 2. In de Bankastraat kruisten deze lijnen elkaar.
Omdat de Archipelbuurt in het begin van de 20ste eeuw een zeer voorname wijk was, legde de HTM twee tramlijnen door de wijk aan, de lijnen 1 en 2. 

Lijn 1 had een keerlus op het Bankaplein en reed via het Nassauplein en de smalle Frederikstraat en de krappe Denneweg naar het Plein. De eerste rit was op 24 november 1905. Op 1 januari 1927 werd de lijn omgenummerd in lijn 17 en die werd op 1 september 1928 opgeheven. Het lijnnummer 1 was voornaam en voorbehouden aan de lijn door de allerbeste wijken.
Lijn 2 had geen keerlus of keerdriehoek in de wijk en reed naar het Station Hollands Spoor via de Riouwstraat (bij de veerpont), Atjehstraat, het Vredespaleis (aanwezig vanaf 1913) en de Anna Paulownastraat, Noordwal, Assendelftstraat, Boekhorststraat en Oranjeplein. (later via Koningsstraat) Hij werd op 10 juli 1906 in gebruik genomen. Op 14 oktober  1937 werd deze eerste tramlijn 2 opgeheven.
De opheffingen van beide tramlijnen waren het gevolg van de toegenomen 'concurrentie' door tramlijn 8 & 9, en het afnemen van de welvaart door de economische crisis. Het passagiersvervoer daalde en men dacht met bussen beter af te zijn. Buslijn R heeft globaal de route naar het centrum vanaf de opheffing van de tramlijn 1 en 2 onderhouden. Later werd dit buslijn 27 en weer later buslijn 5. Heden bedient buslijn 22 de wijk vanaf Madurodam over het Bankaplein naar het centrum en het Centraal Station.
Tramlijn 9, die sinds 6 augustus 1904 langs de wijk over de Koninginnegracht rijdt, bestaat nog.